# Schnullerbaum

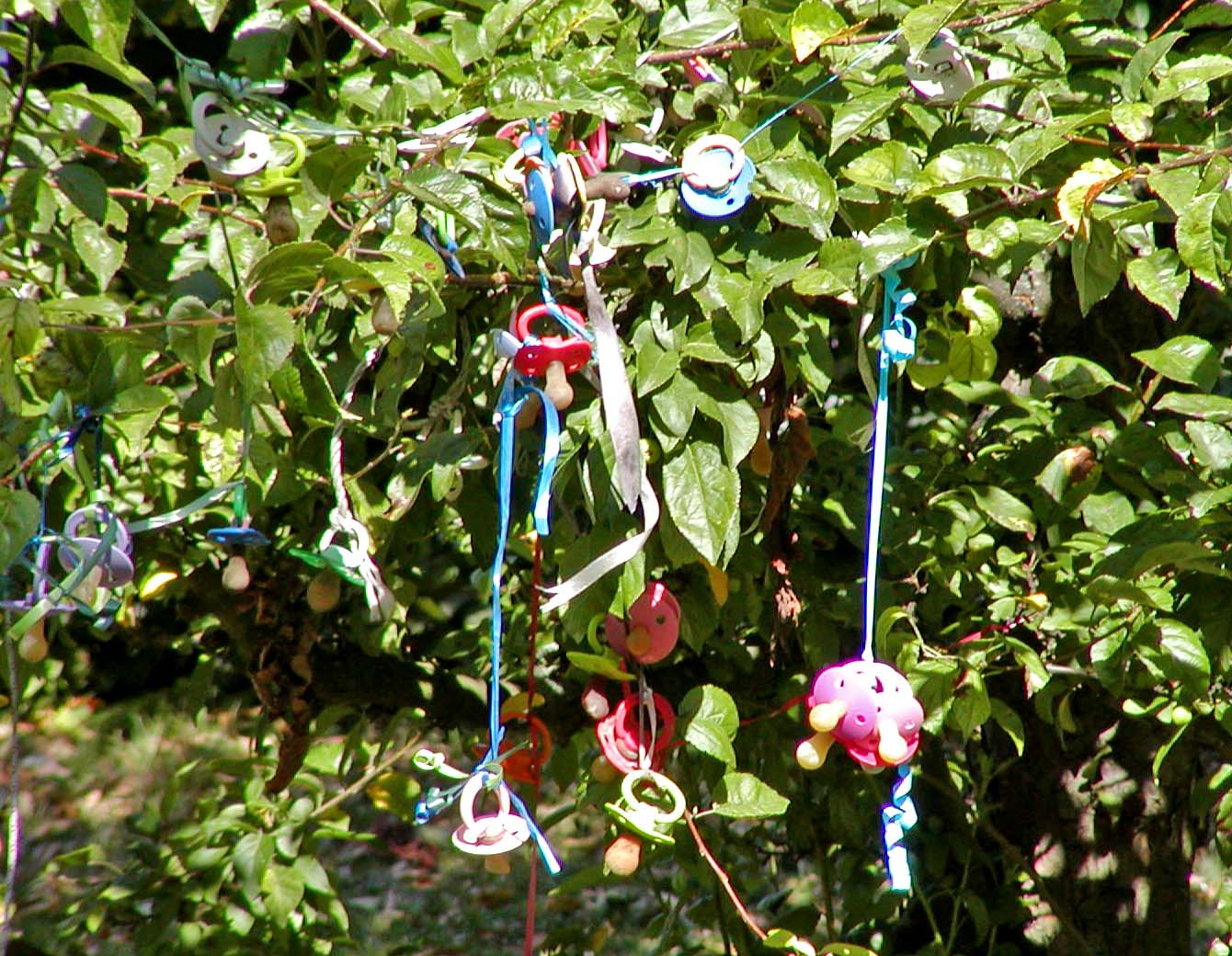
Detail des Schnullerbaums in Aarhus (Dänemark)

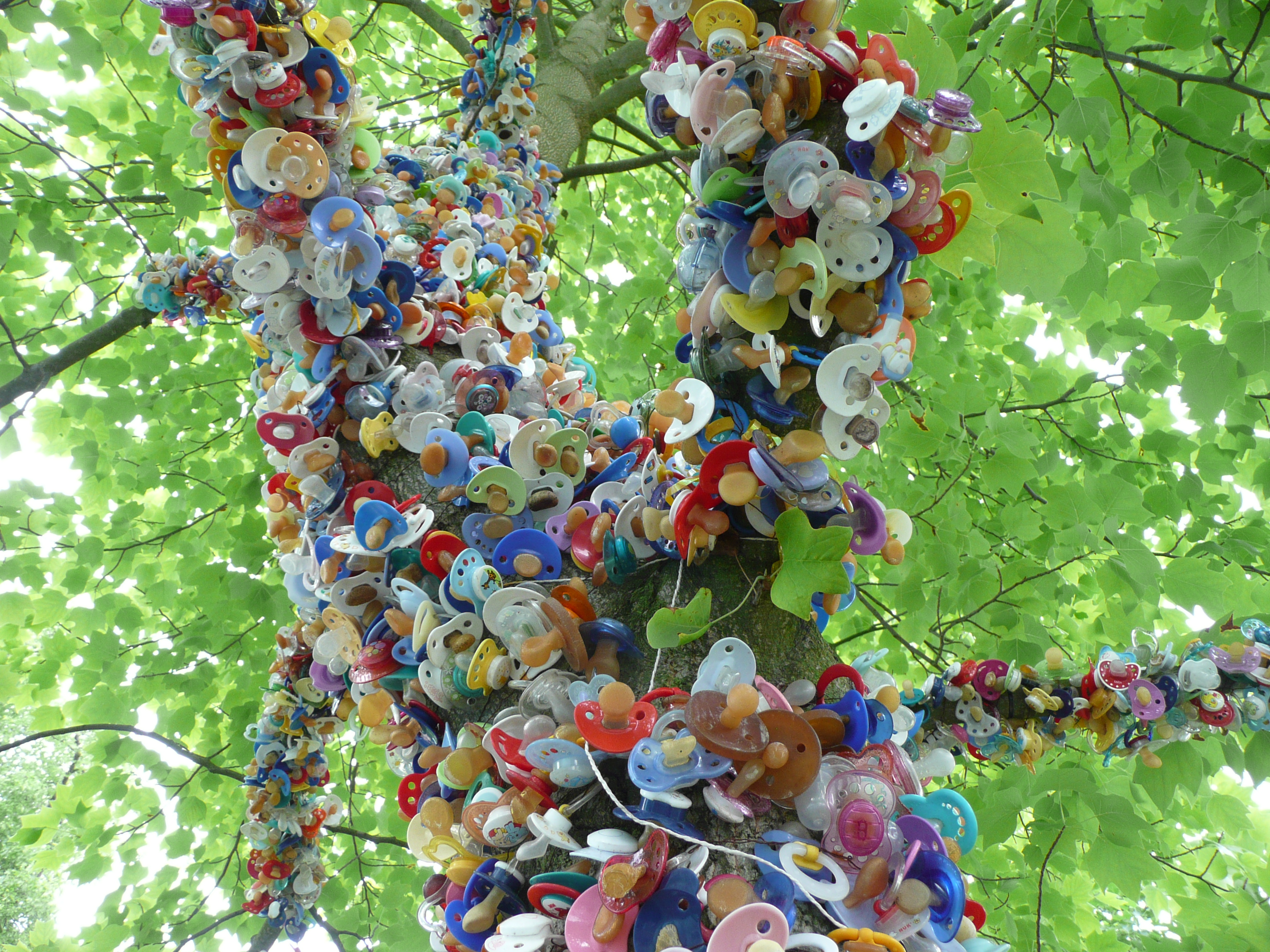
Detail des Schnullerbaums der Kinderklinik der Uniklinik Dresden

Ein Schnullerbaum dient der einfacheren Schnuller-Entwöhnung eines Kleinkinds. Es kann sich sowohl um einen echten Baum in freier Natur als auch eine symbolische Nachbildung handeln, die meist in geschlossenen Räumen steht.

## Idee und Ursprung
Die Idee des Schnullerbaums stammt ursprünglich aus Dänemark. Der älteste bekannte Schnullerbaum steht seit den 1920er-Jahren auf der dänischen Insel Thurø. Auf ausgewiesenen Bäumen öffentlicher Parkanlagen, Freizeitparks (u. a. dem Kopenhagener Tivoli-Park) können Kleinkinder ihren Schnuller aufhängen, um sich so leichter von diesem zu lösen. Neben schon zahlreichen Bäumen auf privatem Grund hat die Stadt Münster im August 2005 am Spielplatz Coerdeplatz eine amerikanische Roteiche zur „Erstbeschnullerung“ freigegeben. Bisher sind es in Deutschland noch wenige Städte, die nach diesem dänischen Brauch Bäume in ihren Parkanlagen dazu ausgewiesen haben. Auch in einigen Kliniken wie in Bremen, Frankfurt am Main, Karlsruhe oder Dresden sowie in Kindergärten oder Zahnarztpraxen werden zunehmend (nachgebildete) Bäume aufgestellt.
Nach Möglichkeit sollten Kinder bis zum 24. Lebensmonat vom Schnuller entwöhnt werden, da fortdauerndes Lutschen unter anderem zu Zahn-, Kiefer- und Zungenfehlstellungen sowie daraus resultierenden Sprachfehlern führen kann, ferner erhöht die Mundatmung das Risiko, an Karies- und Erkältungskrankheiten zu erkranken.
Der Gedanke ist, dass das Kind die sonst eher problematische Trennung vom Schnuller mit einem positiven Erlebnis verbindet, da es den Schnullerbaum jederzeit besuchen und auf diese Weise auch an die Natur herangeführt werden kann. Es sieht, dass auch andere Kinder ihren Schnuller abgegeben haben. Begleitet wird der Abschied oft mit regelmäßig stattfindenden Kinderfesten, für das Aufhängen des Schnullers werden seitens der Veranstalter Hubsteiger zur Verfügung gestellt, mit denen das Kind seinen Schnuller selbst an einen Ast hängen kann. Im Anschluss erhält es meist ein kleines Geschenk oder eine Urkunde dafür.

## Öffentliche Standorte in Deutschland
| Bild                                                                                 | Gemeinde             | Standort | Einweihung         | Baumart                                                 |
| ------------------------------------------------------------------------------------ | -------------------- | --- | ------------------ | ------------------------------------------------------- |
|                                                                                      | Angelburg            | westlich der Siedlung des Ortsteils Gönnern ⊙ |                    |                                                         |
|                                                                                      | Berlin               | Berlin-Oberschöneweide, FEZ Wuhlheide, Hauptzugang An der Wuhlheide | 12. Mai 2006       | Eisenholzbaum (Parrotia persica)                        |
|                                                                                      | Bielefeld            | Heimat-Tierpark Olderdissen |                    |                                                         |
|                                                                                      | Bitburg              | Beim Spielplatz Schleifmühle | 26. April 2023     |                                                         |
|                                                                                      | Bremen               | Park des Krankenhauses St. Joseph-Stift |                    | Edelkastanie                                            |
|                                                                                      | Buchen (Odenwald)    | Auf dem Gelände der Neckar-Odenwald-Kliniken in der Konrad-Adenauer-Straße | Mai 2021           |                                                         |
|                                                                                      | Dortmund             | Westfalenpark vor dem Regenbogenhaus (Zum Tag der Zahngesundheit [25.9.] findet regelmäßig ein „Entwöhnungsfest“ statt.) |                    |                                                         |
|                                                                                      | Dresden              | Universitätsklinikum Carl Gustav Carus Dresden (Am Spielplatz, zwischen der Neurologie und Haus 19) |                    |                                                         |
|                                                                                      | Dresden              | Städtisches Klinikum Dresden, Standort Neustadt/Trachau (Am Spielplatz an der Kinderklinik) |                    |                                                         |
|                                                                                      | Eppelheim            | Konrad-Adenauer-Ring | 2008               | Ahorn                                                   |
|                                                                                      | Frankenthal (Pfalz)  | Tiergehege im kleinen Wäldchen |                    |                                                         |
|                                                                                      | Fulda                | Hundeshagen-Anlage, Kinderspielplatz | Juni 2009          | Kornelkirsche                                           |
| Schnullerbriefkasten in Gelnhausen mit künstlerischer Darstellung einer Schnullerfee | Gelnhausen           | Schnullerbaum und Briefkasten auf der Rückseite des Gebäudes der Kreisverwaltung des Main-Kinzig-Kreises und der Geschäftsstelle des Arbeitskreises Jugendzahnpflege in der Barbarossastraße 16–24 | März 2023          |                                                         |
|                                                                                      | Gelsenkirchen        | Gelsenkirchen-Buer, Spielplatz Berger Anlagen | Oktober 2007       |                                                         |
|                                                                                      | Göttingen            | Cheltenham-Park | 6. Mai 2010        | Platane                                                 |
|                                                                                      | Hamburg              | Hamburg-Eppendorf, Hayns Park |                    |                                                         |
|                                                                                      | Hannover             | Freundschaftshain Stöckener Straße, Freundschaftshain Großer Kolonnenweg ⊙, Freundschaftshain Silberstraße, Freundschaftshain Fössegrünzug ⊙, Freundschaftshain Stadtfriedhof Ricklingen, Freundschaftshain Bemeroder Anger, Freundschaftshain Hermann-Ehlers-Allee, Freundschaftshain Steigerthalstraße | 2009               |                                                         |
|                                                                                      | Hanstedt (Nordheide) | Wildpark Lüneburger Heide im Ortsteil Nindorf |                    | zwei Hainbuchen                                         |
|                                                                                      | Bad Harzburg         | Nationalpark Harz | 13. August 2010    | Bergahorn                                               |
|                                                                                      | Heilbronn            | Auf dem Spielplatz im Pfühlpark | 2016               |                                                         |
|                                                                                      | Helmstedt            | Am Geschäftsbereich Gesundheit, Elzweg 19, Parkplatz Emil-von-Behring-Strasse, Ecke Bülowstrasse | 2012               | Kirsche                                                 |
|                                                                                      | Hoyerswerda          | Zoo Hoyerswerda |                    |                                                         |
|                                                                                      | Jerichow             | Tierpark im Ortsteil Zabakuck | September 2018     | Harlekinweide                                           |
|                                                                                      | Kaiserpfalz          | Erlebnistierpark Memleben | April 2015         | Korkenzieherweide                                       |
|                                                                                      | Karlsruhe            | Städtisches Klinikum |                    |                                                         |
|                                                                                      | Köln                 | Rheinpark | 16. Mai 2007       | je ein weiblicher und ein männlicher Papiermaulbeerbaum |
|                                                                                      | Königs Wusterhausen  | Zeesen, Puschkinstraße, Ecke Friedenstraße | 4. April 2012      | Essigbaum                                               |
|                                                                                      | Kosel                | Schnullerbaum an der Schleifähre Missunde in Schleswig-Holstein | 5. Mai 2007        | Kastanie                                                |
|                                                                                      | Landau               | Im Park des Vinzentius-Krankenhauses | 13. August 2011    |                                                         |
|                                                                                      | Legden               | Dahliengarten Legden | 4. März 2021       | Kornelkirsche                                           |
|                                                                                      | Lübeck               | Drägerpark, St. Gertrud | September 2014     | Esche                                                   |
| Schnullerbaum in Mannheim: Ein Weidenbaum mit bunten Schnullern.                     | Mannheim             | Luisenpark, Anlegestelle der Gondolettas Festhalle Baumhain | etwa 2006          | Weide                                                   |
|                                                                                      | Mülheim an der Ruhr  | Spielplatz im Witthausbusch |                    | Rotbuche                                                |
|                                                                                      | München              | Englischer Garten/Maximiliansanlagen, neben dem Spielplatz beim Bayerischen Landtag zwischen Grützner- und Sckellstraße | vor 2007           | Gebüsch aus jungen Eschen                               |
|                                                                                      | Münster              | Spielplatz Coerdeplatz | August 2005        | Roteiche                                                |
| weitere Bilder                                                                       | Neuenrade            | Babywald am Wanderweg Sauerland-Höhenflug auf dem Kohlberg | 6. November 2011   | Lebkuchenbaum                                           |
|                                                                                      | Pforzheim            | Im Wildpark Pforzheim im Kinder-Bauernhof – kein Baum, sondern ein Taubenhaus | 2010               |                                                         |
| [ 19 ]                                                                               | Potsdam              | Klinikum Ernst von Bergmann ⊙ | 4. September 2012  | Ahorn, vermutlich Spitzahorn                            |
| [ 21 ]                                                                               | Potsdam              | Am Schlaatz, gegenüber Kindergarten (Bisamkiez 30) | 28. September 2012 | Eisenholzbaum                                           |
|                                                                                      | Pulheim              | Ortsteil Brauweiler, Abtei Brauweiler, Klostergarten |                    | Schwarzerle                                             |
|                                                                                      | Ratingen             | Spielplatz Beamtengäßchen/Wallstraße |                    | Rotbuche                                                |
|                                                                                      | Schönebeck (Elbe)    | An der Elbebrücke im Stadtteil Grünewalde | 2021               | Eschenahorn                                             |
|                                                                                      | Schwarzach           | Wildpark Schwarzach – kein Baum, sondern eine Metallskulptur „Schnullerigel“ | 24. April 2016     |                                                         |
|                                                                                      | Schwerin             | Wohnpark Bleicher-Ufer | 18. Juni 2011      |                                                         |
|                                                                                      | Wangen im Allgäu     | Argenauweg 10 | 5. April 2008      | Kastanienbaum                                           |
|                                                                                      | Winsen (Luhe)        | Rathausstraße – direkt vor dem Familienbüro der Stadt Winsen (Luhe) | 21. April 2013     | Eschenahorn                                             |
|                                                                                      | Witten               | Hohenstein, gegenüber dem Streichelzoo | September 2008     | Platane                                                 |
|                                                                                      | Wuppertal            | Spielplatz in der Krim | April 2018         | Zierapfelbaum                                           |

## Schnullerfee

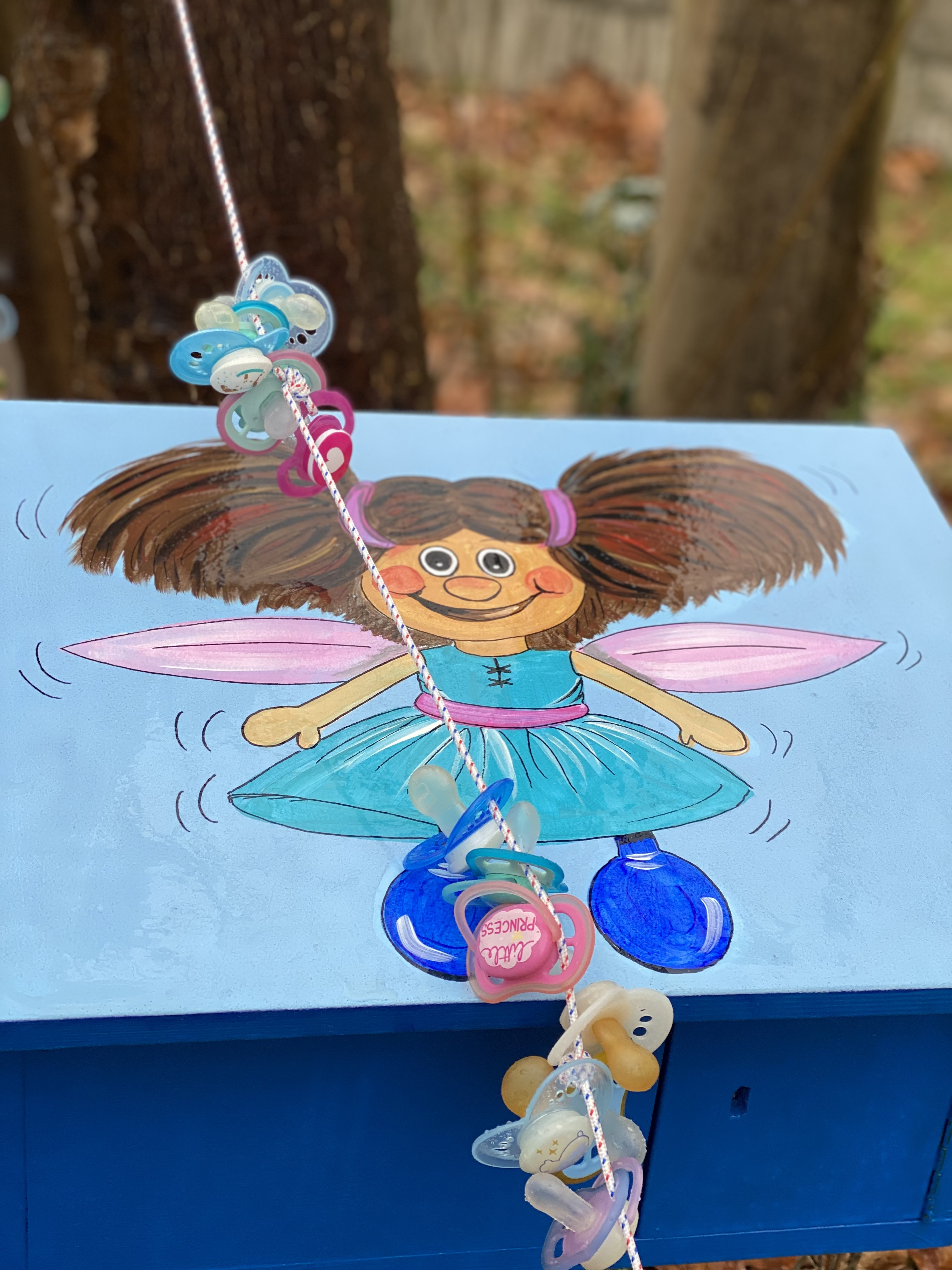
Schnullerbriefkasten in Gelnhausen mit künstlerischer Darstellung einer Schnullerfee

Gelegentlich kommt es zu einer Kopplung des Schnullerbaums mit einer Schnullerfee, die an den Festveranstaltungen von einer Darstellerin gespielt wird. Üblicherweise ist die Schnullerfee – in Deutschland als traditionellere Entwöhnungsvariante – eine fiktive Gestalt, die den Schnuller des Kindes von diesem unbemerkt gegen ein Geschenk eintauscht. Auf die Freiwilligkeit des Kindes zur Abgabe wird bei beiden Varianten, sowohl dem Baum als auch der Schnullerfee, großer Wert gelegt. Da Kinder sich vielfach größere bzw. teurere Spielsachen wünschen, stellt die Erfüllung dieser Wünsche einen besonderen Anreiz dar, den Schnuller bei der Schnullerfee freiwillig einzutauschen.

## Bildergalerie

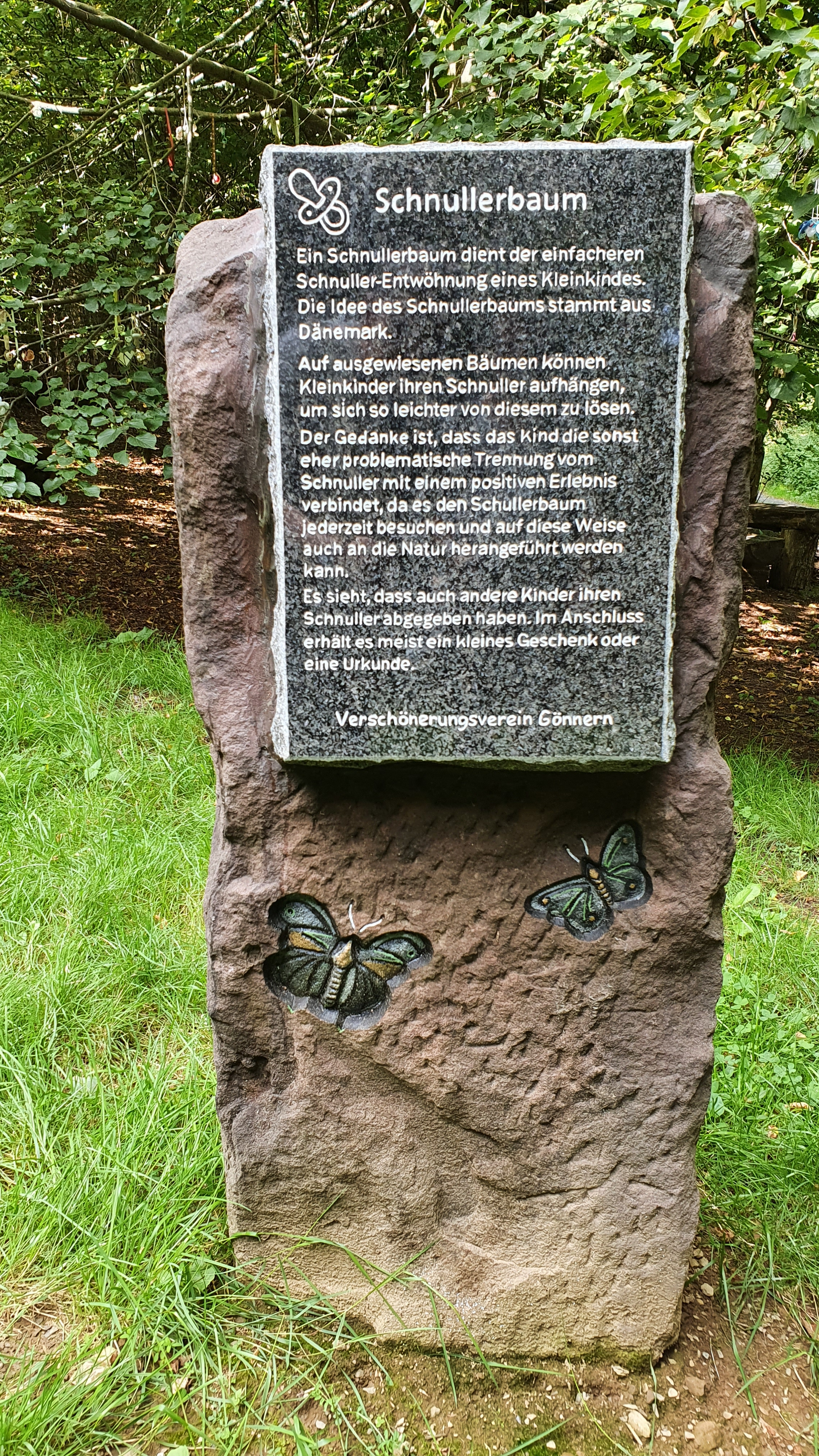
Infotafel für den Schnullerbaum bei Angelburg-Gönnern (Text ist offensichtlich ohne Kennzeichnung dem Wikipedia-Artikel entnommen)

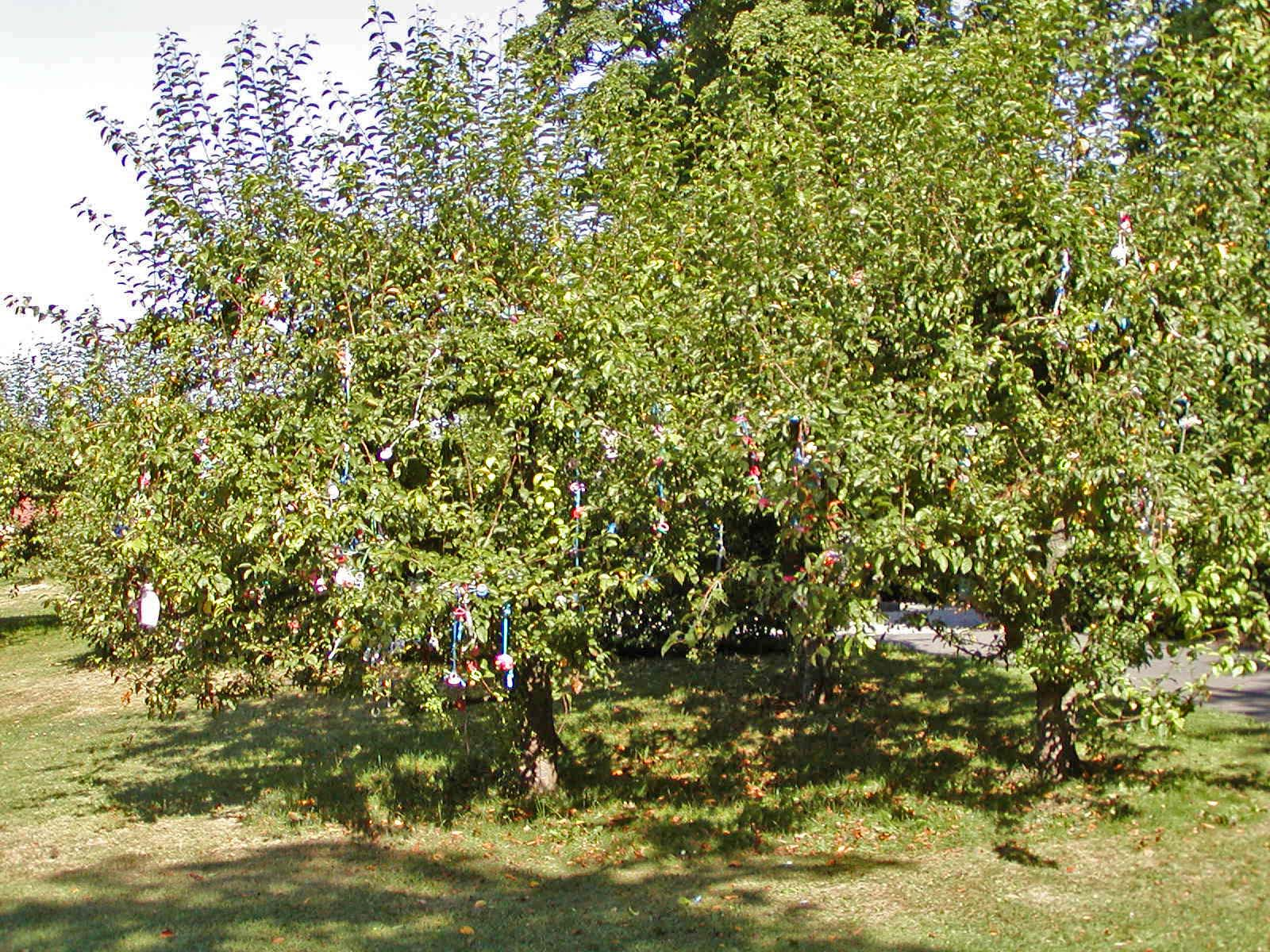
Schnullerbaum in Aarhus
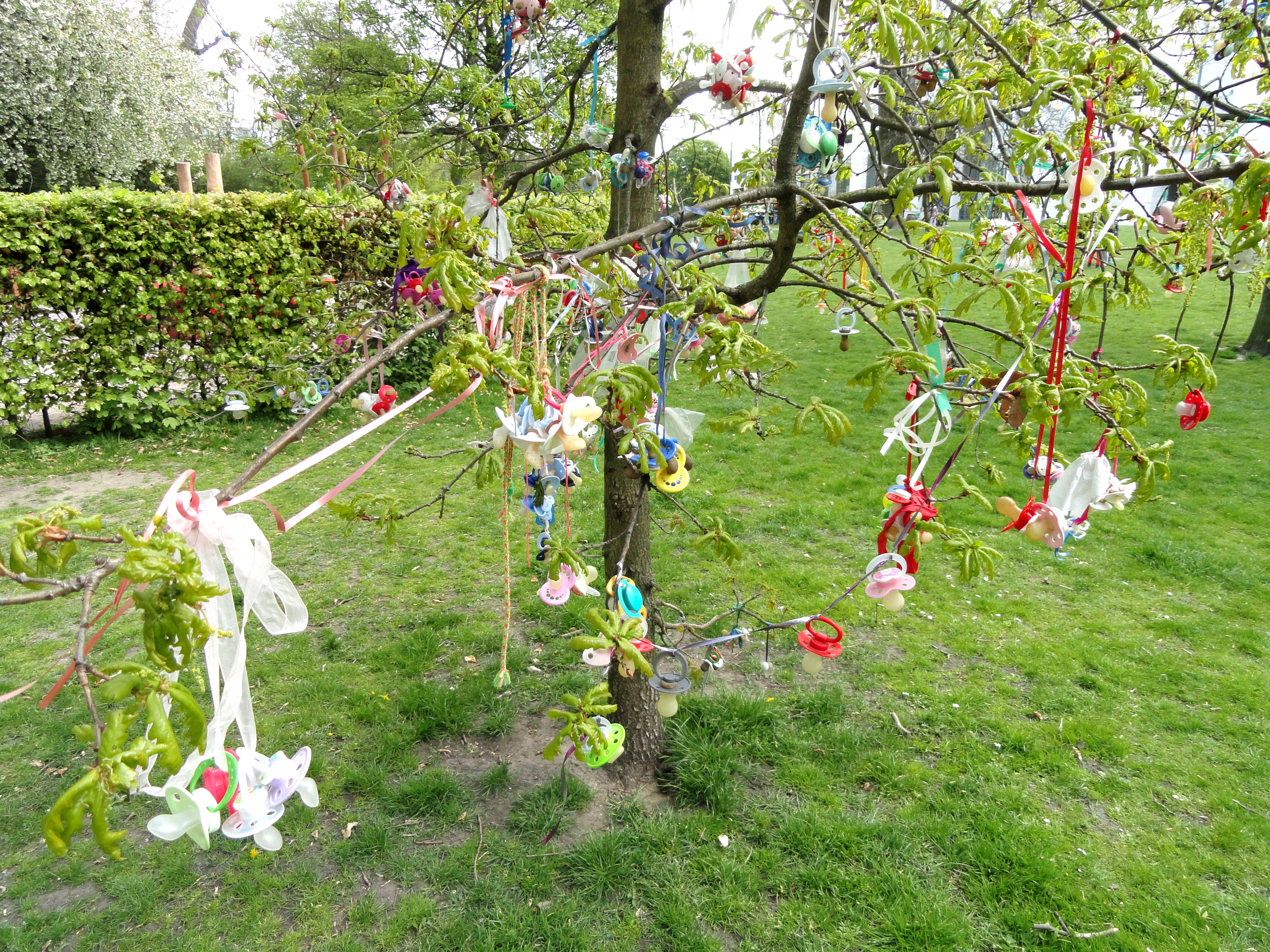
Schnullerbaum in Kopenhagen, Østre Anlæg
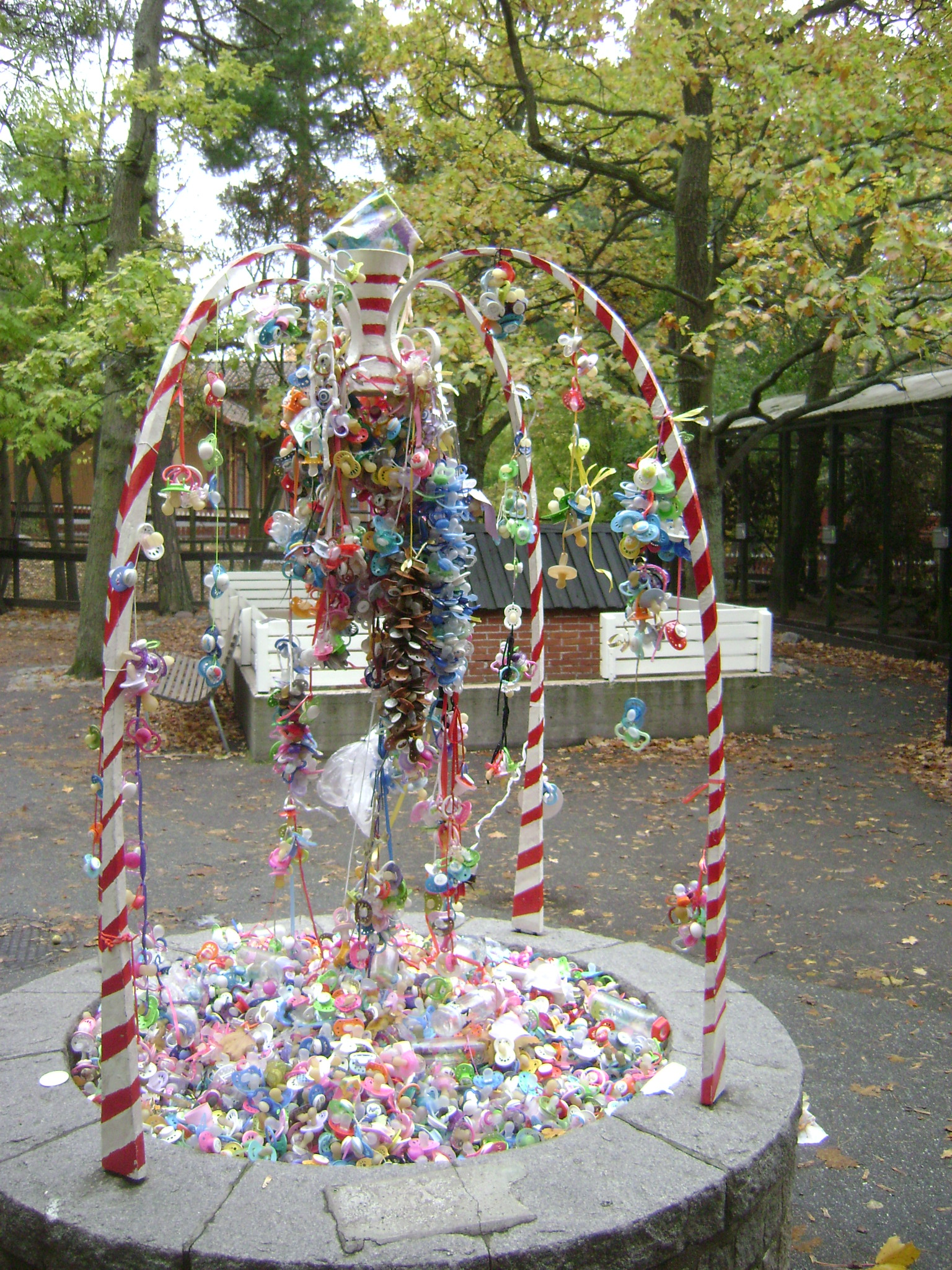
Schnullerbaumersatz in Stockholm, Djurgården
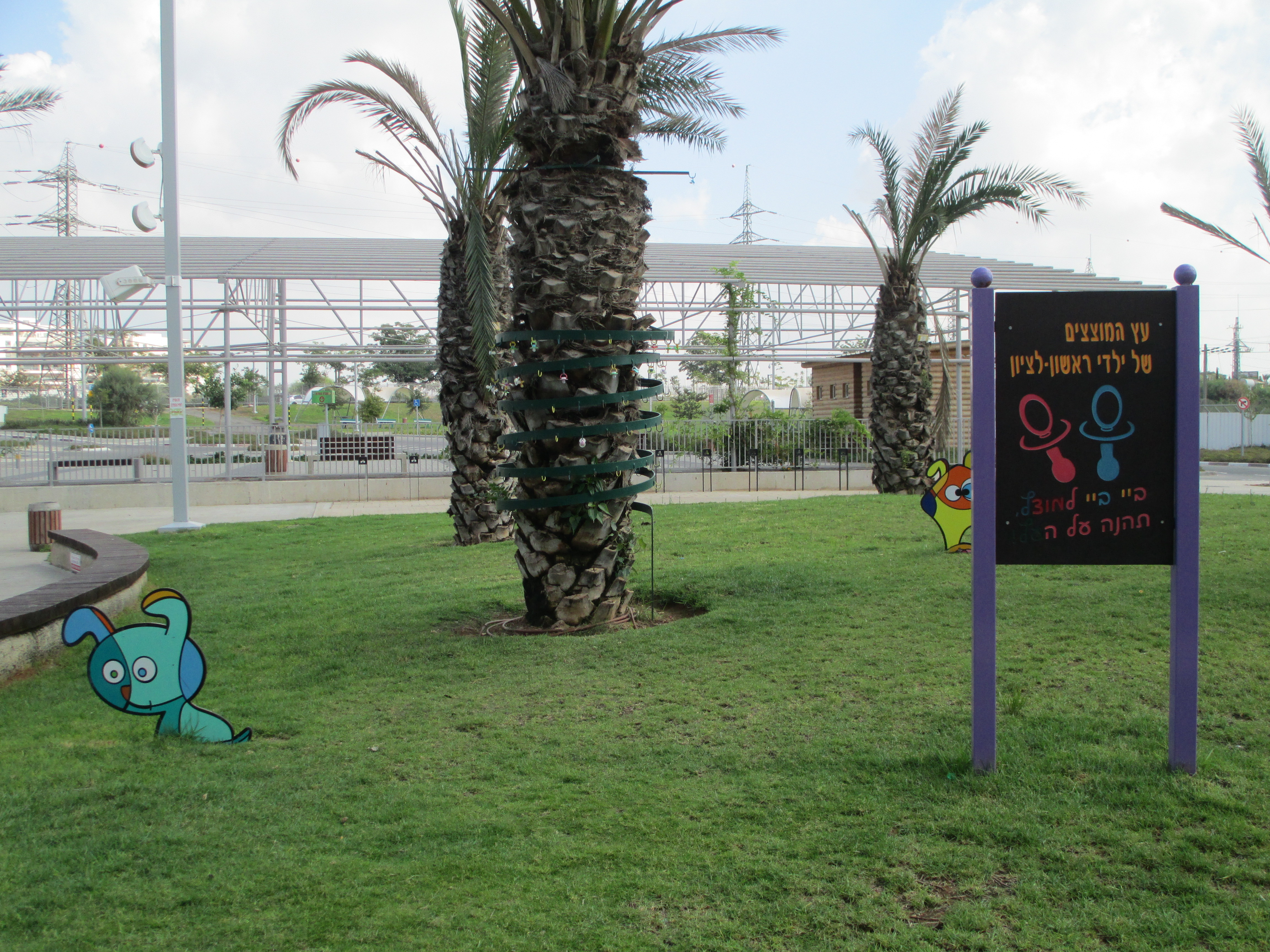
Um Palme gewundene Metallarbeit als Schnullerbaum in Rischon LeZion, Israel
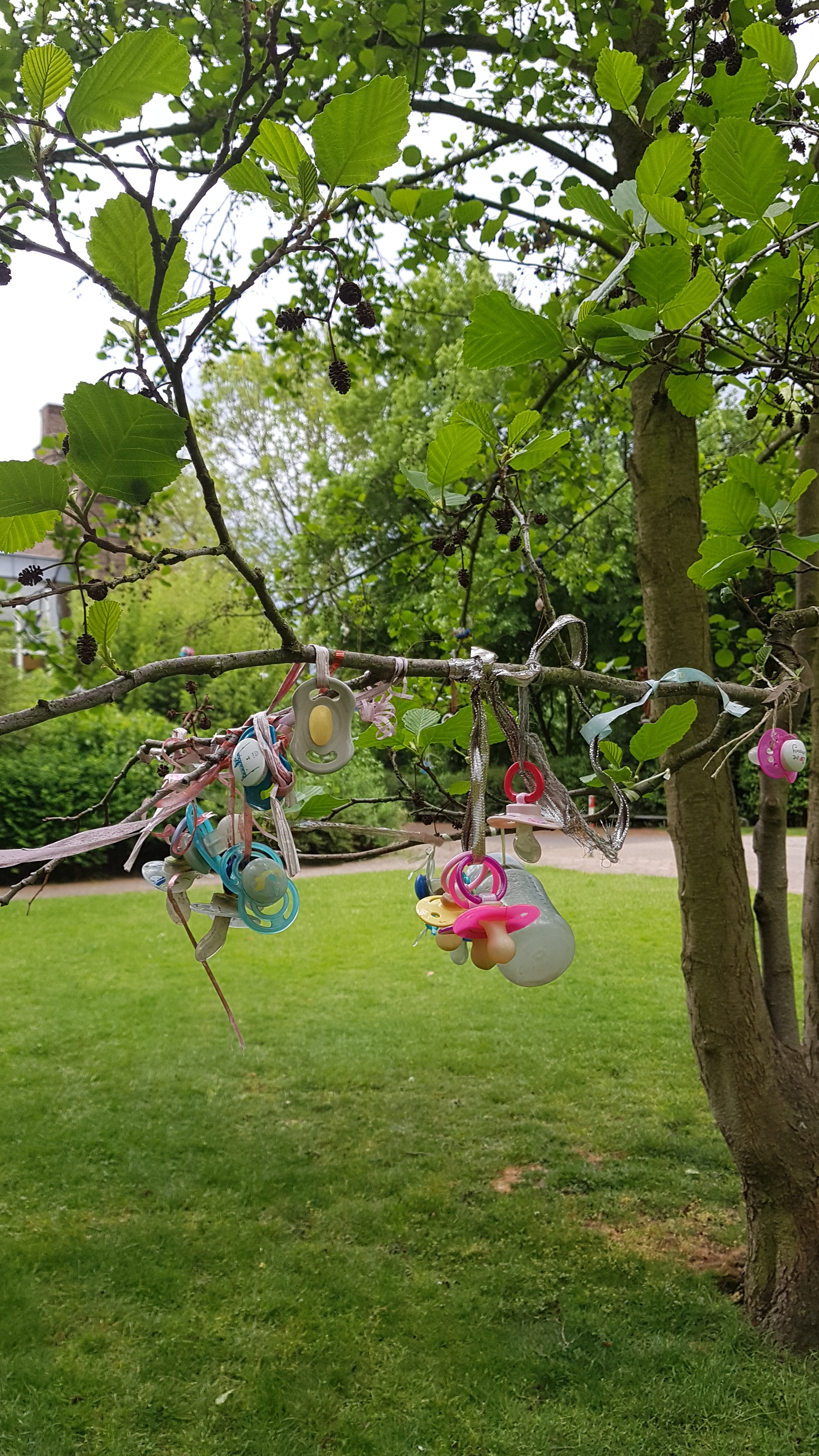
Detail des Schnullerbaums in der Abtei Brauweiler
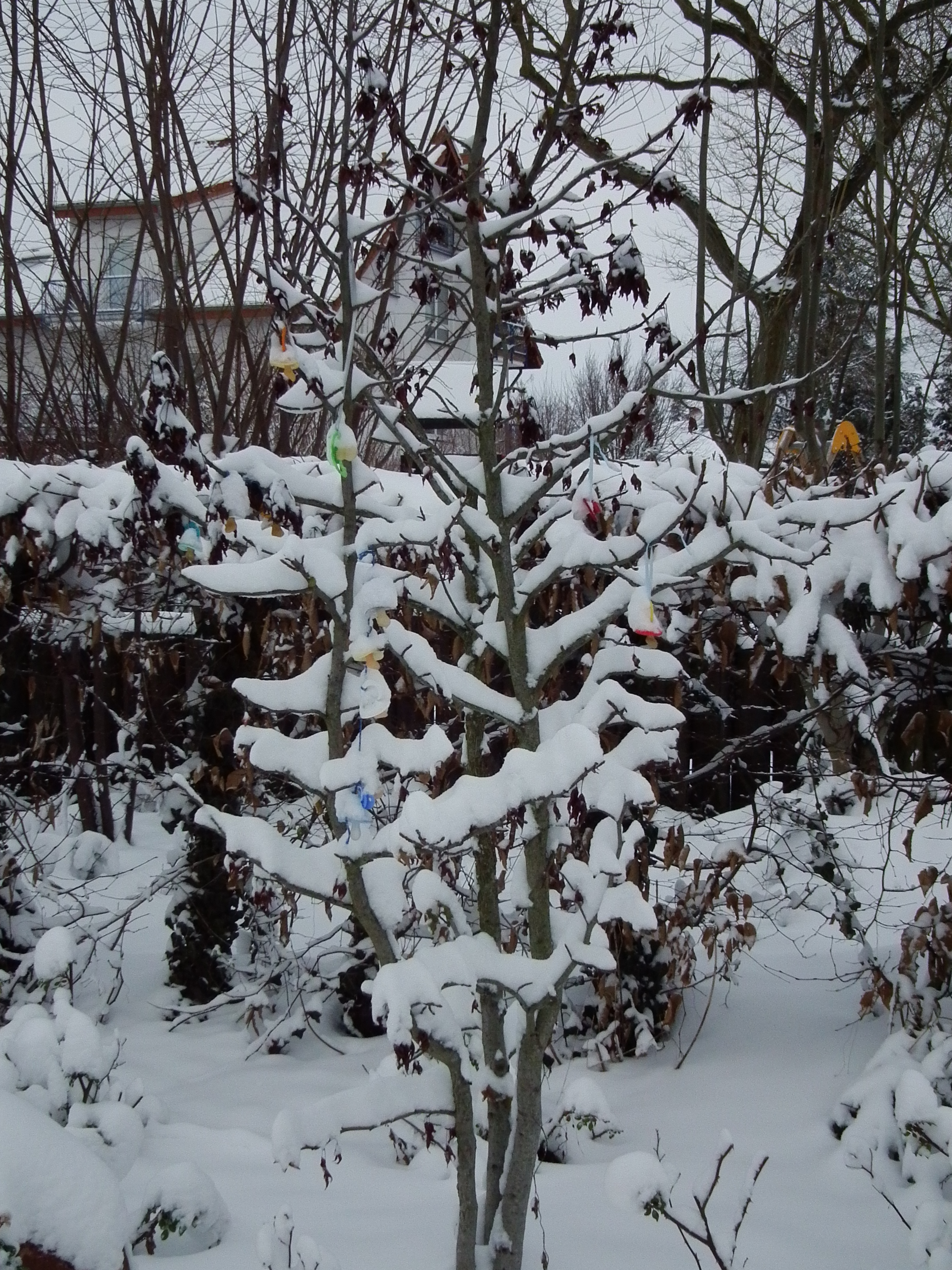
Schnullerbaum in Eppelheim im Winter, tief verschneit
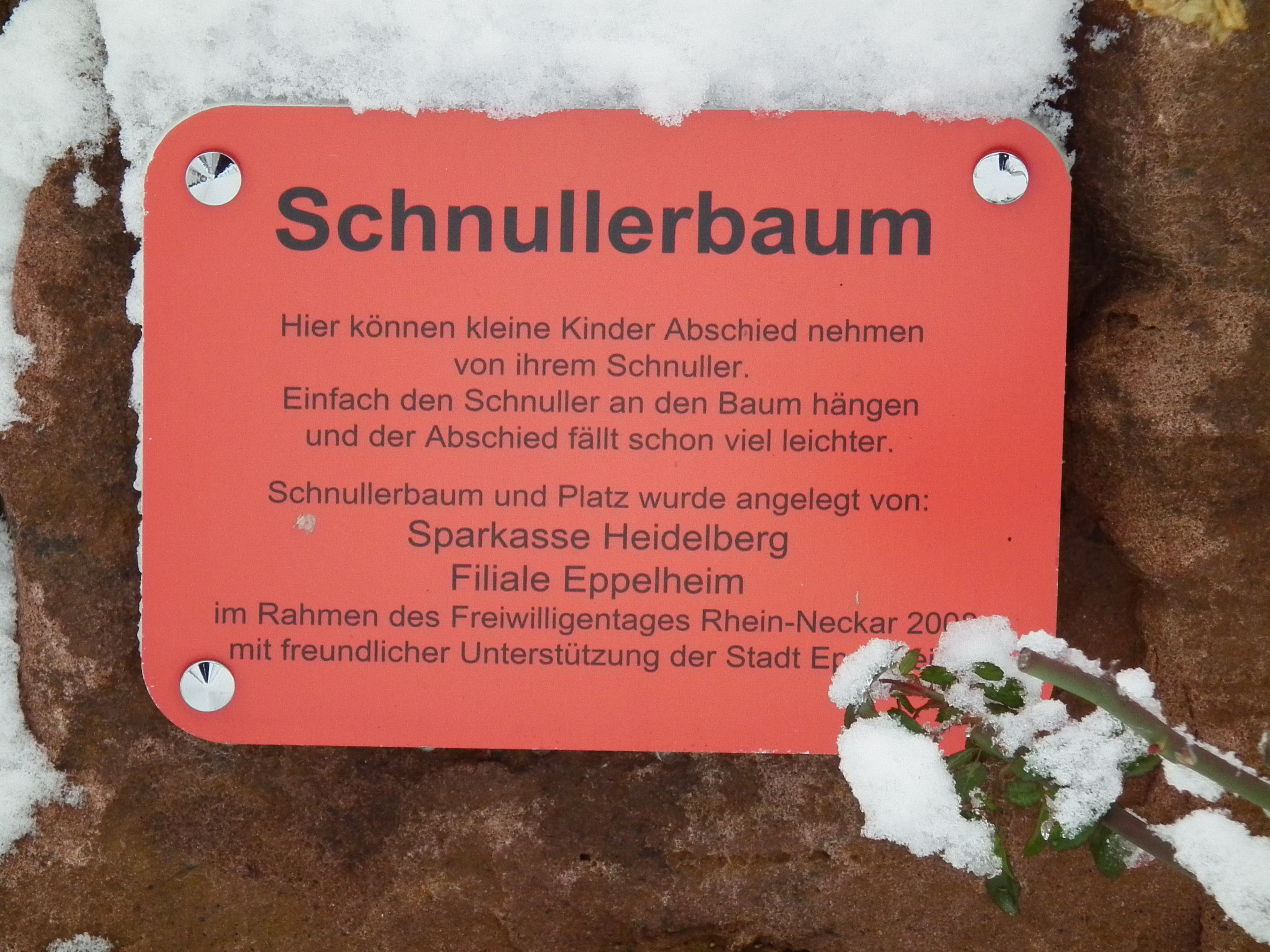
Hinweistafel für den Schnullerbaum in Eppelheim
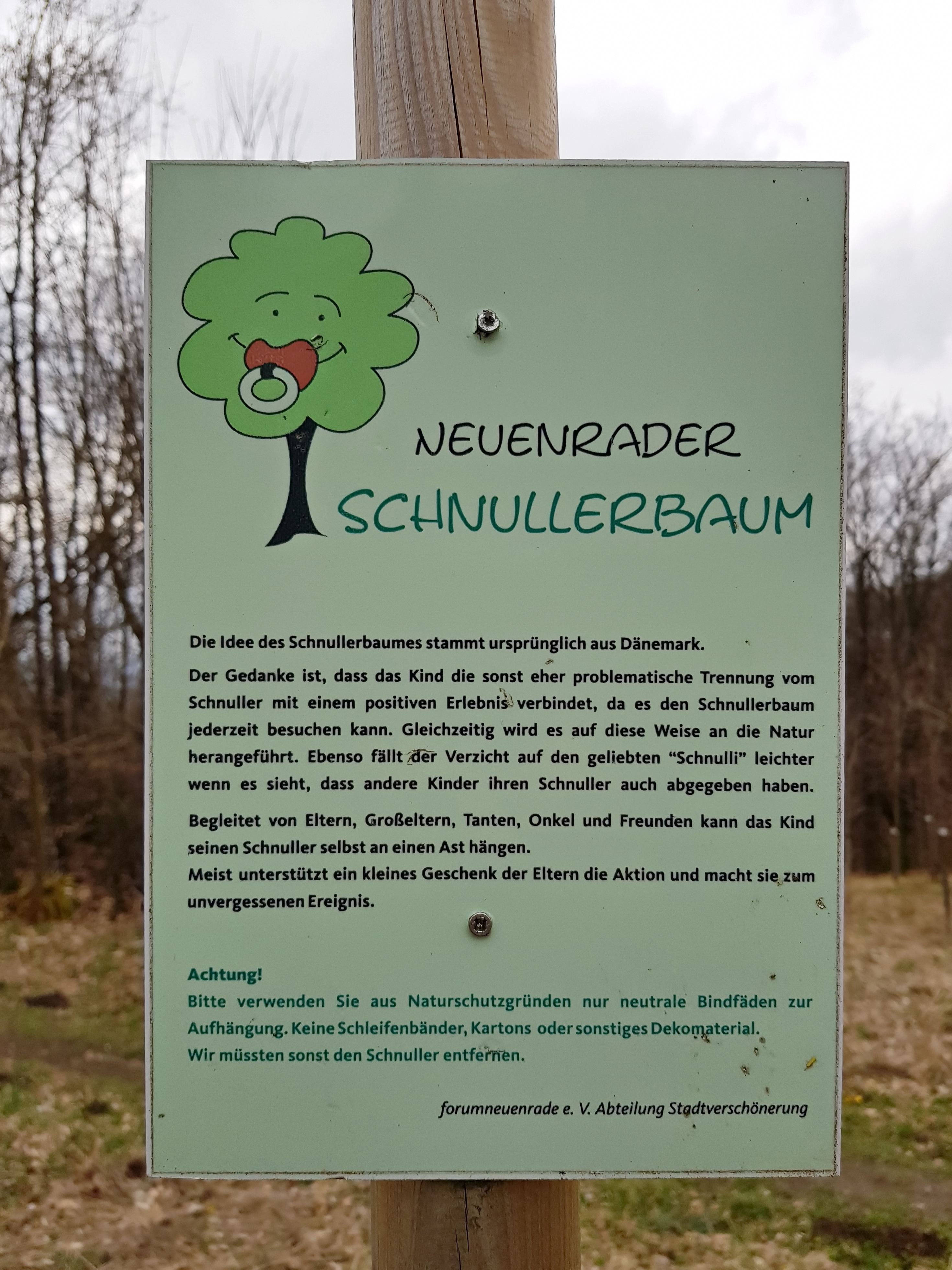
Infotafel in Neuenrade (Text teilweise aus der Wikipedia)